# Jacqueline de Bueil
Jacqueline de Bueil (1588–1651) francia arisztokrata hölgy, egyike IV. Henrik francia király ágyasainak 1604 és 1608 között.
1606-ban fiút szült a királynak, aki az Antoine de Bourbon-Bueil nevet kapta. Közismert volt, hogy az udvar számos más tagjával is viszonyt folytatott, s imádta a politikai intrikákat és összeesküvéseket is.